# 和名類聚抄

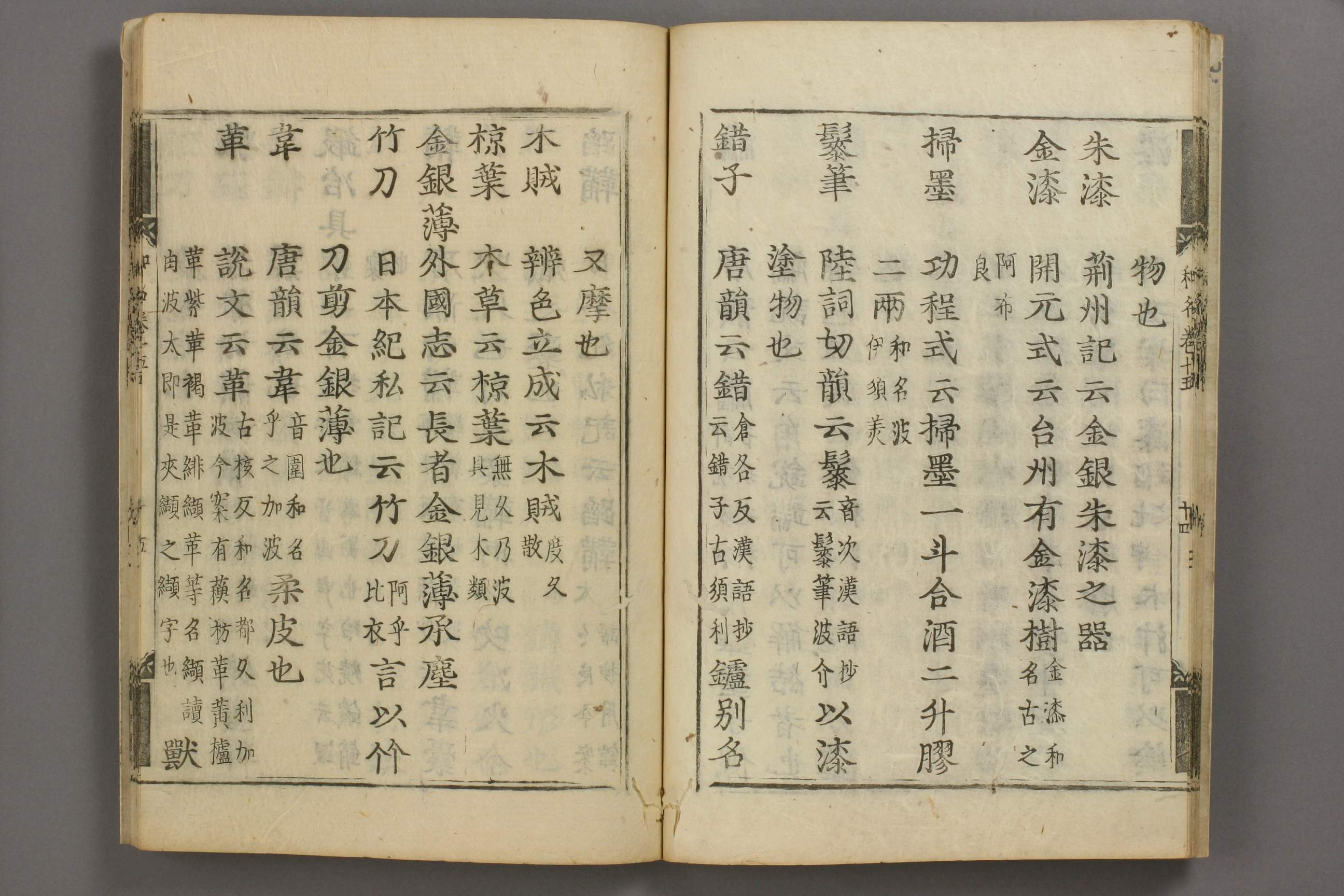
和名類聚抄

《和名類聚抄》是日本平安時代的类书。在承平年間（931年至938年）由學者源順應勤子内親王要求所編纂。是日本的第一部类书。

## 書誌
和名類聚抄或稱倭名類聚鈔及倭名類聚抄，由於名稱也不固定。一般的稱和名抄及倭名鈔，而倭名抄為省稱。卷數原為10卷，后有人增补10卷，內容異同於因卷數及著者，而編排及內容略有不同，此外20卷本中，加上各地的行政區劃，如大和国葛下郡神戶鄉、山直鄉、高額鄉、加美鄉、蓼田鄉、品治（保無智）鄉、當麻（多以末）鄉等。

## 構成
本書的構成在稱大分類「部」，小分類稱「門」，因版本不同再分為十卷本及二十卷本。

### 十卷本
由24部128門組成、各部按次序順列為。
1. 天地部：天文、氣象、神靈、水、土石
2. 人倫部：人間、家族
3. 形體部：身體各部
4. 疾病部：病氣
5. 術藝部：武藝、武具
6. 居處部：住居、道路
7. 舟車部：船、車
8. 珍寶部：金銀、玉石
9. 布帛部：布
10. 裝束部：衣類
11. 飲食部：食物
12. 器皿部：器、皿
13. 燈火部：燈火
14. 調度部：日用品
15. 羽族部：鳥
16. 毛群部：獸一般
17. 牛馬部：牛、馬
18. 龍魚部：爬虫類、兩棲類
19. 魚貝部：魚類、海棲動物
20. 虫豸部：虫類
21. 稻穀部：稻、穀物
22. 菜蔬部：野菜
23. 果瓜部：果物
24. 草木部：草木

### 二十卷本
按十卷本分類及整合，分32部249門組成。
1. 天部：天文、氣象
2. 地部：土石
3. 水部：水
4. 歲時部：曆
5. 鬼神部：神靈
6. 人倫部：人間
7. 親戚部：家族
8. 形體部：身體各部
9. 術藝部：武藝、武具
10. 音樂部：音樂、樂器
11. 職官部：官廳、官職名
12. 國郡部：國名、郡名、鄉名
13. 居處部：住居、道路
14. 船部：船
15. 車部：車
16. 牛馬部：牛、馬
17. 寶貨部：金銀、玉石
18. 香藥部：香
19. 燈火部：燈火
20. 布帛部：布
21. 裝束部：衣類
22. 調度部：日用品
23. 器皿部：器、皿
24. 飲食部：食物
25. 稻穀部：稻、穀類
26. 果瓜部：果物
27. 菜蔬部：野菜
28. 羽族部：鳥類
29. 毛群部：獸一般
30. 鱗介部：爬虫類、兩棲類、魚類、海棲動物
31. 虫豸部：虫
32. 草木部：草木

## 版本

### 十卷本

#### 抄本
- 真福寺本：鎌倉時代著、卷一～卷二（寶生院真福寺藏）
- 伊勢十卷本：室町時代初期著、卷三～八（神宮文庫藏）
- 京本：江戶時代前期著、卷四～六（東京大学国語研究室藏）
- 高松宮本：江戶時代前期著、完本（国立歴史民俗博物館藏）
- 松井本：江戶時代前期著、完本（静嘉堂文庫藏）
- 京一本：江戶時代後期著、卷七～十（東京大学国語研究室藏）
- 前田本：明治時代著、全本（前田尊經閣藏）

※「下總本」系写本
- 天文本：江戶時代末期著、全本（東京大学国語研究室藏）

#### 刊本
- 享和版本：享和元年（1801年）刊、稲葉通邦校訂（原稿：真福寺本）
- 楊守敬刊本：明治29年（1906年）刊、楊守敬校訂（原稿：下總本系本）

#### 校注本
- 『箋注倭名類聚抄』按京本版的和名類聚抄，編寫於文政10年（1827年），後在明治16年（1883年）刊、狩谷棭齋校訂。

### 二十卷本
現傳最久的二十卷本文本，是那波道圓校注的「元和古活字書」。但「元和古活字書」用稀覯書，到昭和7年（1932年）影印再版後幾乎不再傳於市面，「慶安版本」「寬文版書」因在明治時代初期重印多次，故市面最能流傳最廣。

#### 抄本
- 高山寺本：平安時代末期、卷六～十（天理大學附屬天理圖書館藏）
- 伊勢二十卷本：室町時代初期、卷一及二和卷九至二十（神宮文庫藏）
- 大東急本：室町時代中期、整本（大東急記念文庫藏）

#### 刊本
- 元和古活字本：元和3年（1617年）刊，那波道圓校訂
- 慶安版本：慶安元年（1648年）刊
- 寬文版本：寬文11年（1671年）刊

## 外部連結
- 和名類聚抄郡名一覽（群馬縣立女子大學北川研究室著）